# Welcome in Vienna
Pour plus de détails, voir Fiche technique et Distribution.
Welcome in Vienna est une trilogie d'Axel Corti, trois films sortis de 1982 à 1986.
Sorti discrètement en 1986, seul le troisième volet de cette trilogie était visible en France. Il a fallu attendre 2011 pour que l'œuvre d'Axel Corti ait droit à un accueil véritable et une sortie digne de ce nom. 

## Synopsis
La vie, en trois parties, de Freddy Wolff, un Juif chassé d’Europe, des années trente à la fin de la guerre, parti de l'Autriche hitlérienne aux États-Unis pour revenir à Vienne après la guerre avec l'armée américaine.
- Welcome in Vienna : Dieu ne croit plus en nous :

Vienne 1938. Après la Nuit de Cristal, un adolescent juif et des amis fuient l'Autriche. Après plusieurs péripéties et arrestations, ils tentent de rejoindre Marseille pour partir aux États-Unis.
- Welcome in Vienna : Santa Fe :

New York 1940. Partis persécuté en Autriche comme juif, stigmatisé immigré à New York, Freddi Wolff devient, lors de l'entrée en guerre des États-Unis, « l'ennemi allemand ». Il décide de s'engager pour regagner l'Europe et combattre le nazisme.
- Welcome in Vienna : Welcome in Vienna :

Vienne 1944. De retour en soldat américain, Freddy Wolff découvre les horreurs nazies. Mais il découvre également que l'antisémitisme règne aussi dans les rangs américains...

## Analyse
Librement inspirés de la vie du scénariste Georg Stefan Troller entre 1938 et 1946, les personnages de Welcome in Vienna racontent une histoire oubliée de la Seconde Guerre mondiale : celle des migrants. Exilés juifs, résistants allemands de la première heure, ils furent ballottés de consulats en camps d’internement, traités en parias et livrés aux bourreaux qu’ils cherchaient à fuir. La scène d’ouverture où Ferry, candide, assiste au massacre des siens la nuit du 9 novembre 1938, est auto-biographique. C'est cette scène qui lui vint en mémoire lorsqu'Axel Corti lui demanda d'écrire quelque chose de plus personnel que les sujets abordés par eux notamment dans leur docu-fiction sur l'ascension d'Adolf Hitler. Georg Stefan Troller, alors correspondant de la ZDF, se lança dans l'écriture de son exil.

## Fiche technique
- Titre original : Wohin und Zurück
- Réalisateur : Axel Corti
- Scénario : Axel Corti, Georg Stefan Troller
- Direction artistique :
- Musique : Hans Georg Koch
- Producteur : Matija Barl, Rolf Ballmann, Lutz Kleinselbeck, Werner Swossil, Lisa Burnett
- Genre : Dramatique
- Année : 1982, 1986 ( France : 2011)
- Pays :  Autriche,  Suisse,  Allemagne
- Durée : 450 minutes (partie 1 : 111 minutes, partie 2 : 118 minutes, partie 3 : 121 minutes)

## Distribution

### Welcome in Vienna: Dieu ne croit plus en nous
- Johannes Silberschneider : Ferry
- Barbara Petritsch : Alena
- Armin Mueller-Stahl : Gandhi

Par ordre alphabétique :
- Georg Corten : Kron
- Buddy Elias : acteur
- Bernd Jeschek : Dolba
- Georg Marischka : Gross
- Kurt Mejstrik : Kornfeld
- Fritz Muliar : Mehlig
- Eric Schildkraut : Fein
- Dietrich Siegl : Grün

### Welcome in Vienna: Santa Fe
- Valda Aviks
- Gabriel Barylli : Freddy Wolff
- Monica Bleibtreu : Mrs. Shapiro
- Tilli Breidenbach : Frau Bauer
- Doris Buchrucker : Lissa
- Judith Drake
- Anton Duschek
- Renée Felden
- Joachim Kemmer : Binder
- Karin Kienzer
- Franz J. Klein : Dr. Bauer
- Peter Lühr : Dr. Treumann
- Leo Mazakarini : Améranth
- Herbert Moulton
- Dagmar Schwarz : Frau Marmorek
- Johannes Silberschneider : Ferry Tobler
- Gideon Singer : Popper
- Ernst Stankovski : Feldheim

### Welcome in Vienna: Welcome in Vienna
- Gabriel Barylli : Freddy Wolff
- Nicolas Brieger : Sgt. Adler
- Claudia Messner : Claudia
- Karlheinz Hackl : Treschensky
- Joachim Kemmer : Lt. Binder
- Hubert Mann : Capt. Karpeles
- Liliana Nelska : Russian woman
- Kurt Sowinetz : Stodola
- Ingrid Canonier
- Helfried Edlinger
- Levin Kress
- Tom Krinzinger
- Justus Neumann
- Luise Prasser
- Hertha Schell
- Heinz Trixner : Col. Schütte